# Jan Štefáček
Mgr. Bc. Jan Štefáček (* 11. ledna 1950 Havlíčkův Brod) je český pedagog a v letech 2001–2014 starosta Přibyslavi. Mezi roky 2004 a 2008 byl členem Kontrolního výboru zastupitelstva Kraje Vysočina.

## Životopis
Vystudoval havlíčkobrodskou Střední všeobecně vzdělávací školu a následně pokračoval dále na Přírodovědecké fakultě Univerzity Palackého v Olomouci, kde studoval učitelství biologie a tělesné výchovy. V letech 2003 až 2006 vystudoval na Právnické fakultě Masarykovy univerzity v Brně obor Veřejná správa.

### Pracovní kariéra
Po absolvování základní vojenské služby v Moravské Třebové začal učit. Nejprve od roku 1974 do roku 1989 vyučoval na šumperském učilišti, kde pořádal i letní splavování řek na lodích. Ze severu Moravy přešel na Havlíčkovo gymnázium v Havlíčkově Brodě. Na této škole se po jednom roce tamního působení (roku 1990) stal ředitelem a v této funkci vydržel až do roku 2000. Již od roku 1991 ale zasedal v městském zastupitelstvu a od roku 1998 byl místostarostou města. Když 2. dubna po dlouhé těžké nemoci zemřel dosavadní starosta města Roman Podrázský, zvolilo ho zastupitelstvo Přibyslavi na svém jednání 11. dubna 2001 jednomyslně za nového starostu, jímž zůstal až do komunálních voleb v roce 2014. Mezi roky 2004 a 2008 byl navíc zastupitelem Kraje Vysočina za Občanskou demokratickou stranu (ODS). Zasedal zde v Kontrolním výboru Zastupitelstva kraje.